# Fjelsø Sogn
Fjelsø Sogn er et sogn i Vesthimmerlands Provsti (Viborg Stift).
I 1800-tallet var Fjelsø Sogn anneks til Gedsted Sogn. Begge sogne hørte til Rinds Herred i Viborg Amt. Gedsted-Fjelsø sognekommune blev ved kommunalreformen i 1970 indlemmet i Aalestrup Kommune, hvis hovedpart inkl. Fjelsø blev indlemmet i Vesthimmerlands Kommune ved strukturreformen i 2007.
I Fjelsø Sogn ligger Fjelsø Kirke.
I sognet findes følgende autoriserede stednavne:
- Ettrup (bebyggelse, ejerlav)
- Fjelsø (bebyggelse, ejerlav)
- Klotrup (bebyggelse, ejerlav)
- Vesterheden (bebyggelse)